# كريستيان كوليك
كريستيان كوليك (بالبولندية: Christian Kulik؛ بالألمانية: Christian Kulik) هو لاعب كرة قدم ألماني وبولندي في مركز الوسط، ولد في 6 ديسمبر 1952 في زابجه في بولندا. لعب مع ألمانيا آخن وبوروسيا مونشنغلادباخ ورويال أنتويرب ونادي سالمروهر.

## وصلات خارجية
- كريستيان كوليك على موقع الاتحاد الأوربي (الإنجليزية)
- كريستيان كوليك على موقع قاعدة بيانات كرة القدم.إي يو (الإنجليزية)
- كريستيان كوليك على موقع بيانات كرة القدم. دي إي (الألمانية)
- كريستيان كوليك على موقع عالم كرة القدم.نت (الإنجليزية)